# Harold S. Tolley

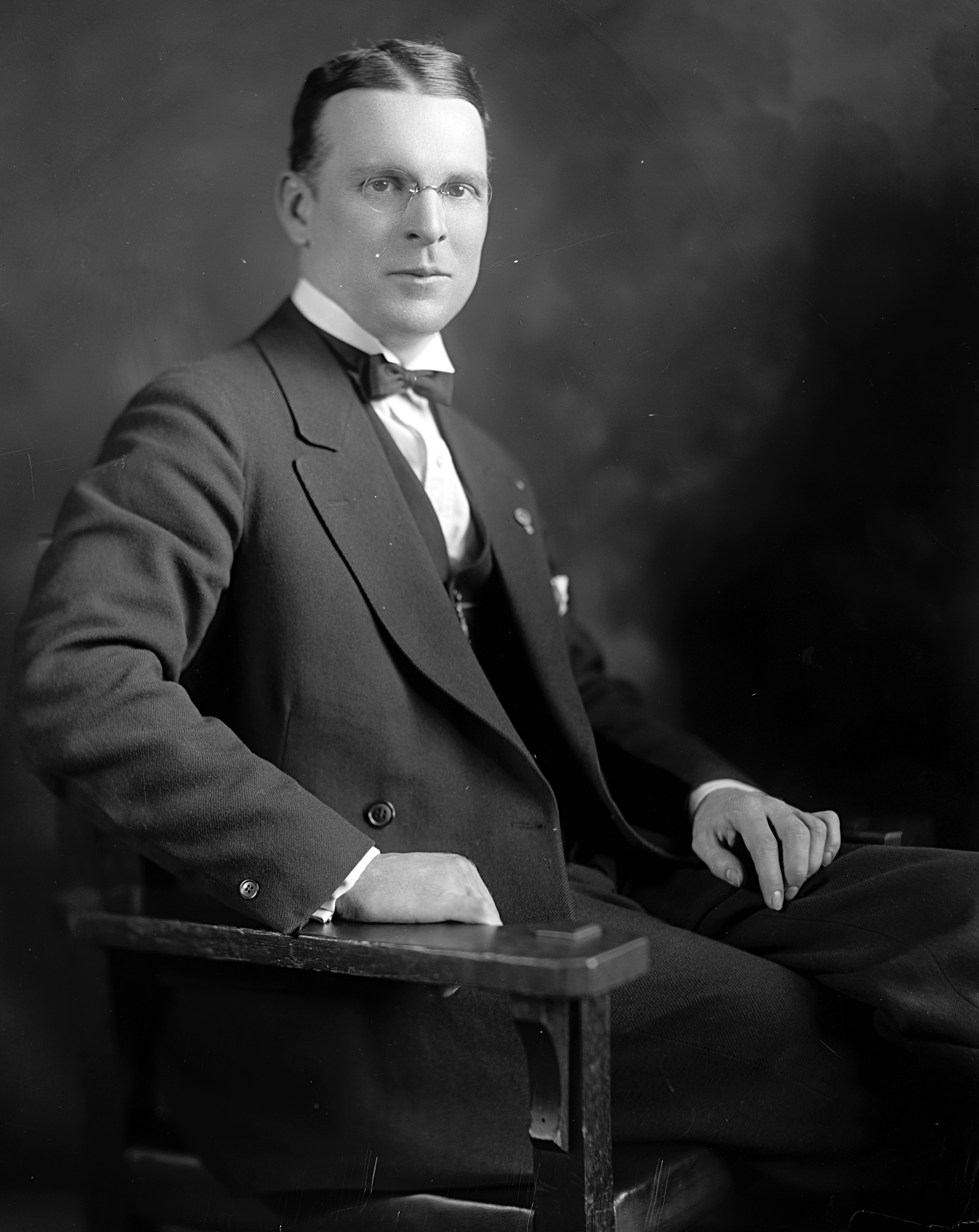
Harold S. Tolley

Harold Sumner Tolley  (* 16. Januar 1894 in Honesdale, Wayne County, Pennsylvania; † 20. Mai 1956 in Kenmore, New York) war ein US-amerikanischer Politiker. Zwischen 1925 und 1927 vertrat er den Bundesstaat New York im US-Repräsentantenhaus.

## Werdegang
1903 zog Harold Tolley mit seinen Eltern nach Binghamton im Staat New York, wo er die öffentlichen Schulen besuchte; im Jahr 1916 absolvierte er die Syracuse University. Anschließend studierte er Theologie. In den Jahren 1916 und 1917 war er in New York City Direktor für religiöse Erziehung am dortigen Metropolitan Temple der Methodist Episcopal Church. Nach dem amerikanischen Eintritt in den Ersten Weltkrieg gab Tolley seine kirchlichen Ämter auf und wurde Soldat der United States Army. Dort stieg er bis zum Ende seiner aktiven Militärzeit im Jahr 1919 bis zum Hauptmann in einer Infanterieeinheit auf. Danach gehörte er der Reserve der Armee an. Anschließend war er im Schuhverkauf tätig.
Politisch wurde Tolley Mitglied der Republikanischen Partei. Bei den Kongresswahlen des Jahres 1924 wurde er im 34. Wahlbezirk von New York in das US-Repräsentantenhaus in Washington, D.C. gewählt, wo er am 4. März 1925 die Nachfolge von John D. Clarke antrat. Im Jahr 1926 wurde er von seiner Partei nicht mehr zur Wiederwahl nominiert. Daher konnte er bis zum 3. März 1927 nur eine Legislaturperiode im Kongress absolvieren. Ebenfalls im Jahr 1926 nahm Tolley als Delegierter am regionalen Parteitag der Republikaner für den Staat New York teil.
Nach dem Ende seiner Zeit im US-Repräsentantenhaus nahm Harold Tolley seine früheren Tätigkeiten wieder auf. Zwischen 1932 und 1937 war er Wohlfahrtsbeauftragter der Stadt Binghamton. Danach wurde er Bezirksdirektor beim Wohlfahrtsministerium von Pennsylvania; dabei war er für den westlichen Teil des Staates zuständig. Dieses Amt bekleidete er bis zu seinem Tod. Er starb am 20. Mai 1956 in Kenmore.